# Dictyotaceae
Dictyotaceae é uma família que inclui numerosos géneros de algas castanhas (classe Phaeophyceae). Os membros desta ordem ocorrem geralmente em regiões costeiras de águas quentes, preferindo geralmente águas mais quentes do que as restantes algas castanhas. Esta ordem inclui o género calcogénico Padina, o único com estas características entre as algas castanhas. Algumas espécies, entre elas Lobophera variegata (= Pocockiella varieagata), por vezes apresentam iridescência azul devido à presença sobre a sua superfície de bactérias microscópicas.